# Józef Tarnawski
Józef Tarnawski ps. „Śmiały” (ur. 2 marca 1924 w Targowiskach, zm. w 1975 tamże) – żołnierz Armii Krajowej i partyzantki antykomunistycznej. 

## Życiorys
Urodził się 2 marca 1924 roku w Targowiskach. Po ukończeniu szkoły powszechnej zaangażował się w działalność „Strzelca”. Przed wybuchem wojny pracował jako junak przy budowie szosy zakopiańskiej. 
W latach 1942–1945 był żołnierzem Armii Krajowej. Jesienią 1945 roku wstąpił do Milicji Obywatelskiej pełniąc funkcję na posterunku w Węglówce koło Krosna. 
W lutym 1946 roku cała załoga posterunku wraz z d-cą Kazimierzem Paulo zdezerterowała, zabierając służbową broń. Tarnawski wraz z kolegami przyłączył się do oddziału „Mściciela” prowadząc działając antykomunistyczną na terenie woj. rzeszowskiego. Później udał się na Podhale i walczył w Zgrupowaniu Błyskawica mjra Józefa Kurasia ps. „Ogień”. 
Po klęsce „Ognia” 6 marca 1947 roku na mocy tzw. amnestii ujawnił się przed PUBP w Nowym Targu. Przez następne trzy lata pracował w budownictwie i przemyśle naftowym w woj. katowickim i rzeszowskim. 
Na początku lipca 1950 aresztowany przez KWMO w Rzeszowie. W wyniku tortur w śledztwie zaczął symulować chorobę. 10 lipca zwolniony i wysłany do szpitala dla nerwowo chorych w Kobierzynie. 25 sierpnia uciekł ze szpitala i przybył na teren powiatu krośnieńskiego. 
Tu za pośrednictwem Stanisława Schabowskiego nawiązał kontakt z dowódcą lokalnego oddziału antykomunistycznej partyzantki dowodzonej przez Jana Malinowskiego. Wraz z towarzyszami broni: Antonim Suchym, Stanisławem Turkiem i Stanisławem Nowakiem ukrywał się do 19 czerwca 1954 roku. 
Ujęty w Targowiskach z bronią w ręku, został przewieziony do więzienia Urzędu Bezpieczeństwa na zamku w Rzeszowie. Wyrokiem Wojskowego Sądu Rejonowego w Krakowie na sesji wyjazdowej w Rzeszowie skazany na 7 lat więzienia. Zwolniony na mocy amnestii w październiku 1956. 
Zmarł w 1975 roku. Pochowany na cmentarzu w Targowiskach.

## Życie prywatne
Żona: Zdzisława z Bukielskich, troje dzieci: Barbara, Andrzej, Wacław.